# Cándida Montilla Espinal
Cándida Montilla Espinal (Santo Domingo, 3 ottobre 1962) è una psicologa dominicana attiva in campo clinico.
Moglie dell'ex presidente Danilo Medina, è stata primera dama della Repubblica Dominicana dal 2012 al 2020.

## Biografia
Montilla de Medina è nata il 3 ottobre 1962 a Santo Domingo, dove ha risieduto per gran parte della sua vita. Si è laureata all'Università Cattolica di Santo Domingo ed è diventata psicologa clinica, specializzata in terapia familiare. Ha anche studiato gestione delle risorse umane presso il Beck Institute for Cognitive Behavior Therapy nella periferia di Filadelfia, in Pennsylvania. Ha condotto studi e seminari nel suo campo, anche presso la INCAE Business School in Costa Rica.
Montilla ha sposato suo marito, Danilo Medina, nel 1987. I due hanno tre figlie: Candy Sibely, Vanessa Daniela e Ana Paula.

## Carriera
Nel 2004 ha fondato il Dipartimento per lo sviluppo umano e l'integrazione familiare (PDHIF) presso la Banca centrale della Repubblica Dominicana, che ha diretto fino all'agosto 2012. Ha lasciato questa posizione per diventare Primera dama del paese nell'agosto 2012.
Ha condotto attivamente la campagna elettorale del marito durante le elezioni presidenziali nella Repubblica Dominicana del 2012. Ha presieduto un gruppo chiamato "Mujeres Creciendo con Danilo" (Donne che crescono con Danilo), riguardante le donne elettrici impegnate nella candidatura di Medina e del Partito della Liberazione Dominicana (PLD). È divenuta primera dama della Repubblica Dominicana il 16 agosto 2012, quando suo marito ha assunto la presidenza. Durante il suo mandato si è occupata di questioni sanitarie e sociali, dell'assistenza ai bambini e agli anziani, dell'istruzione e delle politiche per le donne.